# Diorama
Et diorama (af græsk dia = gennem og horama = syn) er en detaljeret, tredimensional fremstilling af en scene, så tilskueren får indtryk af at være en del af scenarioet. Lysende elementer og andre "virkelighedstro", visuelle effekter bidrager til indtrykket. Ofte betragtes det gennem glas i et monter.
Dioramaet blev opfundet af Louis Daguerre i 1822. Ved belysning af et maleri udført på et gennemsigtigt klæde kunne man opnå en tredimensional virkning. Mellem 1822 og 1830 blev 21 tableauer fremvist, og af disse blev 17 solgt til ejeren af London Diorama.
Karl Wilhelm Gropius (1793–1870) videreutviklede princippet, så man opnåede naturtro gengivelser af landskaber ved hjælp af kulisser og perspektiviske illusioner. Sammen med sin bror åbnede Gropius i Georgenstraße i Berlin en udstilling af dioramaer, blandt andet af Peterskirken.
Dioramaer var især populære mod slutningen af 1800-tallet, men moderne museer anvender også teknikken til at genskabe fremmedartede landskaber. I 2011 genskabte Legoland prins Williams og Kate Middletons bryllup i et diorama af legoklodser.
I katolske kirker hører det ofte med til julen at opsætte et diorama forestillende Jesu fødsel.